# Língua quiripi
Quiripi (pronúncia /ˈkwɪrᵻpiː/, também conhecido como Quiripi-Unquachog Quiripi-Naugatuck e Wampano) era um língua falada antigamente pelos povos indígenas da Gold Coast [[Connecticut] e de Long Island central, incluindo os Quinnipiac, Metoac, Unquachog, Wangunk -attabesic, Podunk, Tunxis, Paugussett (sub grupos  Naugatuck, Potatuck, Weantinock). Foi identificada como língua extinta desde o final do século XIX,  Foi identificada como língua extinta desde o final do século XIX,[4].

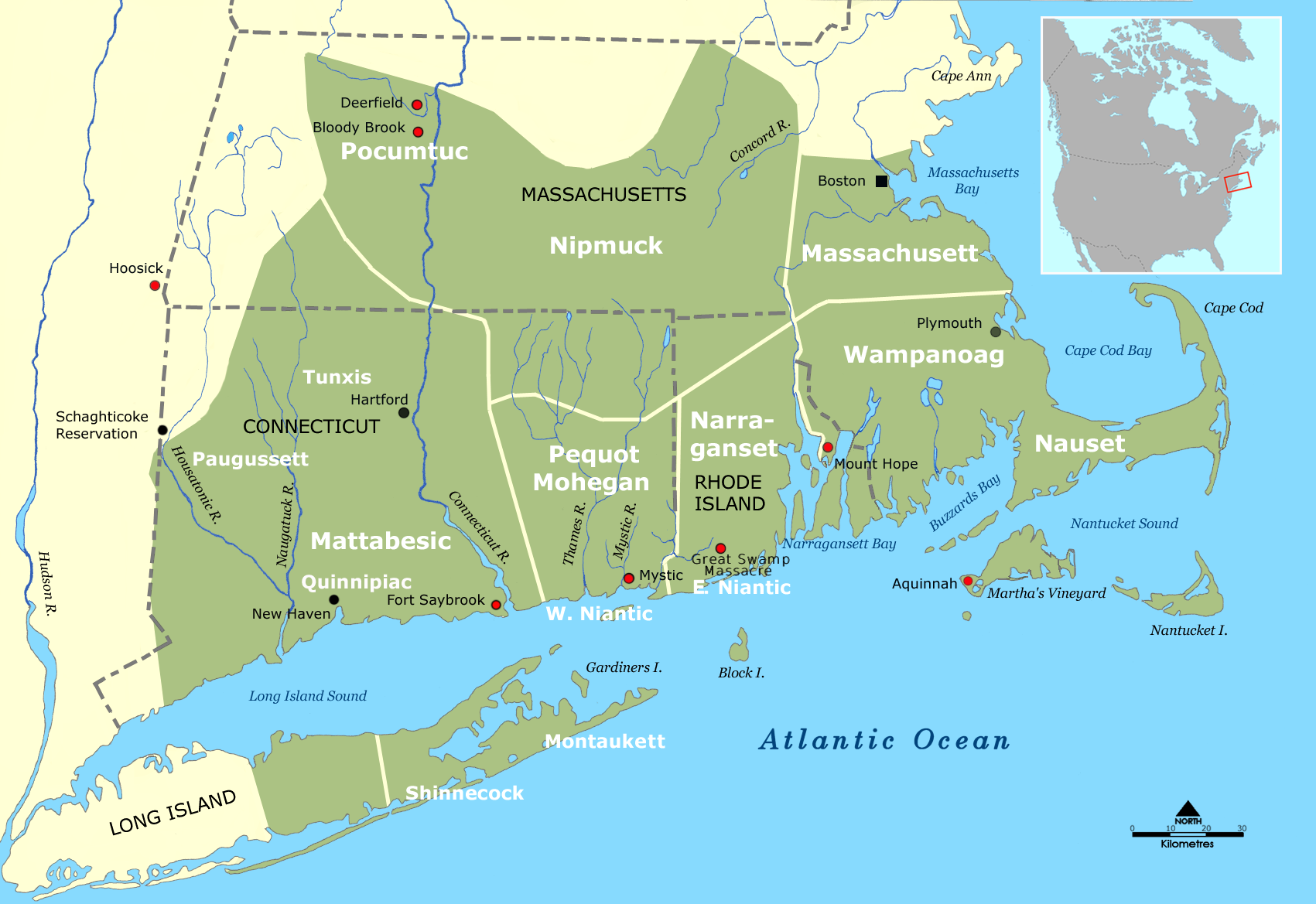
A localização dos Paugussett, Tunxis, Podunk, Quinnipiac, Mattabesic, Unquachog e seus vizinhos,~ 1600

## Afiliação e dialetos
Considera-se que Quiripi é membro do ramo de Línguas algonquinas orientais da família Algonquina. A línguale compartilhou uma série de características linguísticas com outras Algonquinas */aː/ e */eː/ para /ãː/ e /aː/, respectivamente e a palatalização de */k/ diante de certas vogais frontais. Parece ter havido dois dialetos principais de Quiripi: um dialeto "insular" falado em Long Island pelos Unquachog e um dialeto "continental" falado pelos outros grupos em Connecticut, principalmente os Quinnipiac.

## Documentação
Quiripi é muito pouco atestado, , embora existam algumas fontes. Um dos vocabulários mais antigos de Quiripi foi um bilíngue de 67 páginas, compilado em 1658 por Abraham Pierson, o ancião, durante seu ministério em Branford, Connecticut,  , que continua sendo a principal fonte de conclusões modernas sobre a línguai.  Infelizmente, o catecismo foi "mal traduzido" por Pierson,  contendo uma "estrutura de sentença uni-idiomática e não Algonquina".  Também exibe sinais de mistura de dialetos.  Outras fontes de informação sobre a língua incluem um vocabulário coletado pelo Rev. Ezra Stile no final dos anos 1700  e um vocabulário Unquachog de 202 palavras registrado por Thomas Jefferson em 1791,  embora o vocabulário de Jefferson também mostre sinais claros de mistura dialética e "influências externas".  Além disso, três hinos escritos por volta de 1740 na Igreja da Morávia, a missão Shekomeko, próximo a de Kent (Connecticut), foi traduzida por Carl Masthay. 

## Fonologia
O linguista Blair Rudes tentou reconstituir a fonologia de Quiripi, usando a documentação existente, comparando com as línguas algonquinas relacionadas, como "reconstruindo a frente" da língua proto-algonquina. Na análise de Rudes, Quiripi continha as seguintes fonemas consoantes:

## Cosoantes
|                | Labial | Alveolar | Palatal | Velar | Glotal |
| -------------- | ------ | -------- | ------- | ----- | ------ |
| Plosiva        | p      | t        | tʃ      | k     |        |
| Fricativa      |        | s        | (ʃ)*    |       | h      |
| Nasal Oclusiva | m      | n        |         |       |        |
| Rótica         |        | r        |         |       |        |
| Semivogal      | w      |          | j       |       |        |

| ↑ /ʃ/ was a distinct phoneme only in the mainland dialect; in Unquachog it had merged with /s/ |

### Vogais
O sistema de vogais de Quiripi, reconstituído por Rudes, era semelhante ao das outras línguas algonquinas do sul da Nova Inglaterra. Consistia em duas vogais curtas  / a / e  / ə / e quatro vogais longas  / aː /,  / iː /,  / uː / e  / ʌ̃ /. 

## Amostra de texto
Pai nosso
Noûshin aûsequamuk terre wérrettepantammunatch wòweztâuonatch kowésewunk Peamoutch' kúkkussootúmmowunk, kòrantàmmowunk neratch sket'ôkke nenar âusequamuk terre, Mèsonah èa kèsuk kónkesekatush noméetsounk, petúkkenêag akquantamínah nomàtchereúnganansh nenar tàkquantaminan ewojek nomàtcherehéaqueàguk, Asquonsàkkongonan rame-re mítchemôuretounk, webe kûppoquohwhèriggamínah wutche madjk' wutche kèkatah kètassootómoonk, quah milkèssowunk quah àíttarwejanúnguesówunk michème quah michème: Ne râtch